# 1831 a tudományban
Az 1831. év a tudományban és a technikában.

## Események
- február 14. – Hosszas előkészületek után megtartja első nagygyűlését Pesten a Magyar Tudós Társaság, azaz a Magyar Tudományos Akadémia. Tevékenysége új korszakot nyit a magyar tudományosság történetében.
- Megjelenik az első magyar orvosi folyóirat, a Magyar Orvosi Tár (1831–1848)[1]

## Fizika
- augusztus 29. – Michael Faraday döntő kísérlete: bemutatja az elektromágneses indukció jelenségét.

## Kémia
- Justus von Liebig és Eugène Soubeiran egymástól függetlenül először állítanak elő kloroformot.

## Születések
- január 20. – Edward Routh angol matematikus († 1907)
- március 3. – George Pullman amerikai gyáros és feltaláló, nevét a pullman vasúti kocsi őrzi († 1897)
- március 31. – Archibald Scott Couper skót vegyész; 1858-ban megjelent cikkében bevezette a kémiába a kötések fogalmát[2] († 1892)
- június 13. – James Clerk Maxwell skót matematikus-fizikus. Összefoglaló egyenletrendszerbe írta le az elektromosság és a mágnesesség törvényeit, nevéhez fűződik a Maxwell-eloszlás, a gázok mozgásának elmélete († 1879)
- augusztus 20. – Eduard Suess osztrák geológus († 1914)
- október 6. – Richard Dedekind német matematikus, kiemelkedő a munkássága az absztrakt algebra és az algebrai számelmélet területén († 1916)
- október 29. – Othniel Charles Marsh, a 19. század jelentékeny amerikai őslénykutatója († 1899)

## Halálozások
- június 27. – Sophie Germain francia matematikusnő  (* 1776)
- október 14. – Jean-Louis Pons francia csillagász  (* 1761)
- augusztus 26. – Tittel Pál magyar csillagász, a Budai Csillagvizsgáló igazgatója, az MTA rendes tagja (* 1784)
- december 10. – Thomas Johann Seebeck német fizikus, nevét viseli az általa 1821-ben kimutatott Seebeck-effektus (* 1770)